# Dietmar Holland
Dietmar Holland (* 1949 in Bockum-Hövel) ist ein deutscher Musikwissenschaftler und -kritiker, Journalist, Autor und Herausgeber.

## Biografie
Dietmar Holland wurde 1949 in Bockum-Hövel (heute Hamm) geboren, studierte ab 1969  an der Ludwig-Maximilians-Universität München in den Fächern Musikwissenschaft, Philosophie und Theatergeschichte. 
Seit 1972 publiziert er als Musikexperte beim Bayerischen- und Norddeutschen Rundfunk. Von 1979 bis 1998 war er Musikdramaturg der Münchner  Philharmoniker, in den 1980er Jahren war er, zusammen mit Attila Csampai, Mitherausgeber und Autor von Opernführern bei Rowohlt/Ricordi.
| Personendaten    | Personendaten                  |
| ---------------- | ------------------------------ |
| NAME             | Holland, Dietmar               |
| KURZBESCHREIBUNG | deutscher Musikwissenschaftler |
| GEBURTSDATUM     | 1949                           |
| GEBURTSORT       | Bockum-Hövel (Hamm)            |